# Max Pieper
Max Pieper (* 9. April 1882 in Magdeburg; † 31. Mai 1941 in Berlin) war ein deutscher Ägyptologe und Gymnasiallehrer.

## Leben
Max Pieper, der Sohn des Bankbeamten Rudolf Pieper, wuchs in Magdeburg und Berlin auf, wohin sein Vater als Geheimer Rechnungsrat versetzt wurde. Max Pieper besuchte das Pädagogium zum Kloster Unser Lieben Frauen zu Magdeburg und studierte von 1900 bis 1905 Klassische Philologie und Geschichte an der Berliner Universität. Beeinflusst von Adolf Erman entwickelte er während des Studiums ein ausgeprägtes Interesse an der ägyptischen Geschichte und Kultur, mit der er sich sein Leben lang beschäftigte. Am 19. November 1904 wurde er mit der Schrift Die Könige Aegyptens zwischen dem mittleren und neuen Reich zum Dr. phil. promoviert. Am 21. Februar 1905 legte er das erste Staatsexamen in den Fächern Latein, Griechisch und Geschichte ab.
Nach dem Studium arbeitete Pieper im Berliner Schuldienst. Sein Seminarjahr absolvierte er am Askanischen Gymnasium (1905/06), sein Probejahr am Gymnasium Steglitz (1906/07). Abschließend arbeitete er bis 1927 als Oberlehrer am Königstädtischen Realgymnasium. 1927 wechselte er als Studienrat an die Erste Städtische Studienanstalt Berlin, 1928 an das Städtische Gymnasium Berlin, 1931 an das Gymnasium Schöneberg, 1932 an das Leibniz-Gymnasium. Im Zuge des Berufsbeamtengesetzes wurde er zum 1. Juni 1934 bei reduziertem Gehalt in den vorzeitigen Ruhestand versetzt.
Neben seiner Tätigkeit im Schuldienst verfasste Pieper Schriften zur ägyptischen Kultur- und Literaturgeschichte. Besondere Beachtung fanden seine Bücher Die ägyptische Literatur (1927) und Das ägyptische Märchen (1935). Darüber hinaus verfasste er zahlreiche Artikel für die Realenzyklopädie der klassischen Altertumswissenschaft.

## Schriften (Auswahl)
- Die Könige Aegyptens zwischen dem mittleren und neuen Reich. s. n., Berlin 1904, (Berlin, Universität, Dissertation, 1904).
- Das Brettspiel der alten Ägypter und seine Bedeutung für den ägyptischen Totenkult (= Wissenschaftliche Beilage zum Jahresbericht des Königstädtischen Realgymnasiums zu Berlin. Ostern 1909, ZDB-ID 1035209-0). Weidmann, Berlin 1909, urn:nbn:de:hbz:061:1-166925.
- mit Max Burchardt: Handbuch der aegyptischen Königsnamen. Heft 1: Die Königsnamen bis einschliesslich XVII. Dynastie. Hinrichs, Leipzig 1912, (Digitalisat).
- Die ägyptische Literatur. Athenaion, Potsdam u. a. 1927.
- Die grosse Inschrift des Königs Neferhotep in Abydos. Ein Beitrag zur ägyptischen Religions- und Literaturgeschichte (= Mitteilungen der Vorderasiatisch-Ägyptischen Gesellschaft. 32, 2, ZDB-ID 208277-9). Hinrichs, Leipzig 1929.
- Das ägyptische Märchen. Ursprung und Nachwirkung ältester Märchendichtung bis zur Gegenwart (= Morgenland. 27, ISSN 2625-5448). Hinrichs, Leipzig 1935.